# Oh Sang-uk
Oh Sang-uk (n. 30 septembrie 1996, Daejeon, Coreea de Sud) este un scrimer sud-coreean, medaliat olimpic. A participat la 2 ediții ale Jocurilor Olimpice (2020, 2024) în care a câștigat 3 medalii de aur.